# Carl Georg Andræ
Carl Christopher Georg Andræ, född 14 oktober 1812 i Hjertebjerg prästgård på Møn, död 2 februari 1893 i Köpenhamn, var en dansk överstelöjtnant, matematiker och politiker (statsminister). Som politiker umgicks han både med liberala och konservativa. Han var en förespråkare av ett enkammarparlament.

## Biografi
Andræ började att studera vid Landkadetakademiet 1825 och blev sekondlöjtnant 1829. Åren 1830-1834 genomgick han Den kongelige militære højskole, varefter han blev premiärlöjtnant med placering vid danska generalstaben. Han deltog i stabens kontorsarbete och företog två stipendieresor till Paris på sammanlagt 1¾ år, för att vidareutbilda sig i matematik och för att bekanta sig med högre militära undervisningsanstalter.
Efter att 1839 ha blivit kapten av 2:a klassen à la suite, tjänstgjorde han främst vid Generalstabens topografiska arbeten och blev kapten 1842. Samma år blev han lärare vid militärhögskolan, där han främst undervisade i topografi, geodesi, matematisk analys och rationell mekanik. Han tjänstgjorde nu i huvudsak som lärare, trädde à la suite i generalstaben och användes endast undantagsvis till aktiv tjänst. Han avancerade dock utanför stat till överstelöjtnant.
År 1853 utnämndes han tillika till direktör för den danska gradmätningen. Inom geodesin blev han en framstående forskare och författade det viktiga verket Den danske Gradmaaling (fyra band, 1867-84). Han innehade denna tjänst till 1884, och utnämndes vid sin avgång till gehejmekonferensråd. Vid universitetsjubileet 1879 hade han blivit hedersdoktor.
Han blev kungavald medlem av den grundlagsstiftande riksförsamlingen och kom därmed in i politikens hetluft.  Han kom in i folketinget (dåvarande underhuset) 1849 och var fram till 1852 dess talman. Som representant för Köpenhamn kom han 1853 in landstinget (överhuset). Hans aktivitet inom oppositionen medförde att han blev avskedad från militärhögskolan 1854.
Han kom in i regeringen som finansminister i december 1854 och var den mest betydande upphovsmannen till den författning som omfattade både Danmark och hertigdömena (Slesvig, Holstein och Sachsen-Lauenburg och som antogs 2 oktober 1855. Mellan oktober 1856 och maj 1857 var han statsminister, medan han fortsatte som finansminister. Han avgick som finansminister 1858 då han motsatte sig att Holstein skulle gälla under andra lagar än Danmark. Han blev av kungen utsett till medlem av landstinget på livstid och han kom att behålla platsen där fram till 1892.